# Свята Швейцарії
Свята Швейцарії — на федеральному рівні в Швейцарії відзначається тільки Національне свято Швейцарії, святкування інших дат регулюється для кантонів окремо. У зв'язку з цим, за виключенням федерального свята, є тільки три дати, що відзначаються на всій території держави: Новий Рік, Вознесіння Господнє та перший день Різдва. У багатьох регіонах держави також відзначається Страсна П'ятниця, Великодній понеділок, День Святої Трійці, День подарунків. Відзначання інших свят обмежується декількома кантонами або тільки певними округами і муніципальними утвореннями в кантоні.

## Список офіційних свят
Офіційні свята, що відзначаються в більшості кантонів Швейцарії:
- 1 січня — Новий рік
- 2 січня — День святого Бертольда. Свято відзначається в більшості кантонів Швейцарії на честь засновника міста Берна.
- Страсна п'ятниця (за два дні до Великодня)
- Великдень (зазвичай в квітні)
- Понеділок Світлої седмиці (перший понеділок після Великодня)
- 1 травня — День праці
- Вознесіння Господнє (39 днів після Великодня, в травні-червні)
- П'ятидесятниця і Духів день (50 днів після Великодня)
- Свято тіла Господня (60 днів після Великодня, зазвичай в червні)
- 1 серпня — Національне свято Швейцарії
- 15 серпня — Вознесіння Діви Марії
- 1 листопада — День Всіх Святих
- 8 грудня — День Непорочного Зачаття Пресвятої Діви Марії
- 25 грудня — Різдво
- 26 грудня — День подарунків

## Місцеві святкування
В окремих кантонах відзначають місцеві святкові події, зазвичай, це карнавали та фестивалі:
- Фестиваль гурманів в Санкт-Моріці
- Карнавал у Люцерні
- Бернський карнавал
- Карнавал у Базелі
- Джазовий фестиваль в Монтре
- Музичний фестиваль Верб'є
- Женевська Ескалада